# 권순용 (축구 선수)
권순용(1990년 12월 24일 ~ )은 대한민국의 축구 선수이며, 포지션은 미드필더이다.